# 147 Protogeneia
147 Protogeneia är en asteroid upptäckt 10 juli 1875 av den franske astronomen Lipót Schulhof i Wien. Asteroiden har fått sitt namn efter Protogeneia, dotter till Deukalion och Pyrrha inom grekisk mytologi.
Asteroiden är minst 26% längre än vad den är bred.
Ockultationer har observerats flera gånger.